# Xã Cumberland, Quận Adams, Pennsylvania
Xã Cumberland (tiếng Anh: Cumberland Township) là một xã thuộc quận Adams, tiểu bang Pennsylvania, Hoa Kỳ. Năm 2010, dân số của xã này là 6.162 người.